# Thiaridae
Thiaridae là một họ ốc nước ngọt nhiệt đới trong liên họ Cerithioidea.

## Phân bố
Họ này có thể được tìm thấy trên khắp thế giới ở các vùng nhiệt đới.

## Hình ảnh

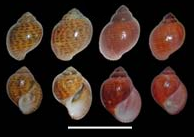
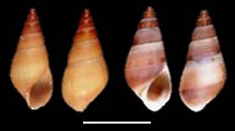
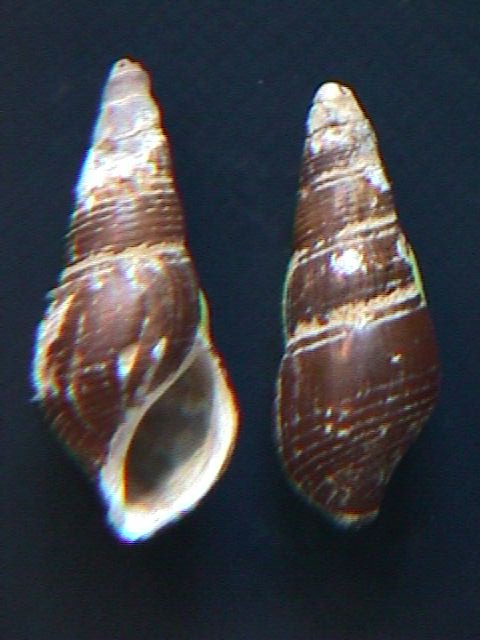
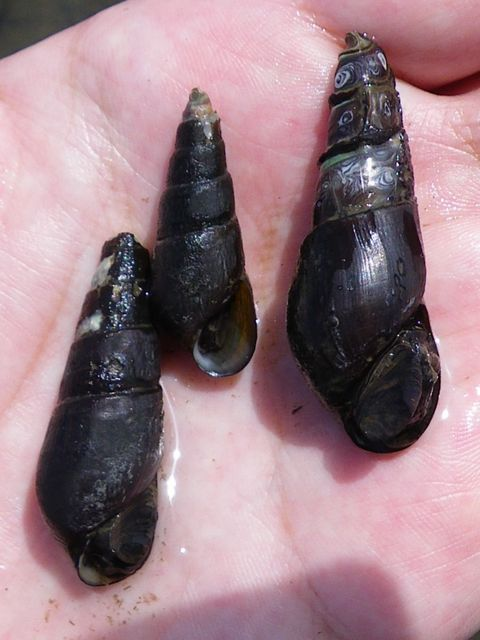

## Các chi
Các chi trong họ Thiaridae bao gồm:
- Aylacostoma Spix, 1827
- Chytra Moore, 1898
- Hemisinus Swainson, 1840[9]
- Melanoides Olivier, 1804
- Plotia
- Stenomelania Fischer, 1885
- Sermyla Adams, 1854
- Tarebia H. Adams & A. Adams, 1854
- Thiara Röding, 1798